# Herbertów (stacja towarowa)
Herbertów – dawna kolejowa stacja towarowa w Zelowie, w dzielnicy Herbertów, w gminie Zelów, w powiecie bełchatowskim, w województwie łódzkim. Została wybudowana na przełomie lat pięćdziesiątych i sześćdziesiątych XX wieku.